# Lista de telenovelas do SBT
As telenovelas brasileiras do SBT estão relacionadas nesta lista, que apresenta: data de início, data do final e quantidade de capítulos das telenovelas do SBT. Estão descartadas as telenovelas hispânico-latinas exibidas. O SBT é considerada a quarta maior produtora de telenovelas da América Latina, seguida da TV Globo, Televisa e Record.[carece de fontes?]
A telenovela mais curta do SBT foi Razão de Viver com 50 capítulos, e as telenovelas mais longas foram Chiquititas (1997), com 786 capítulos divididos em 5 temporadas, e As Aventuras de Poliana com 564 capítulos em exibição contínua.

## Telenovelas por ordem de exibição
- ‡ Indica telenovela que disponível totalmente ou sendo adicionada ao +SBT.

### Década de 1980
| #  | Título                  | Início                 | Término                 | Cap. | Horário | Autoria                        | Direção            | Ref.   |
| -- | ----------------------- | ---------------------- | ----------------------- | ---- | ------- | ------------------------------ | ------------------ | ------ |
| 1  | Destino                 | 5 de abril de 1982     | 7 de junho de 1982      | 55   | 19h00   | Crayton Sarzy Raymundo López   | Waldemar de Moraes | [ 2 ]  |
| 2  | A Força do Amor         | 31 de maio de 1982     | 13 de agosto de 1982    | 62   | 19h00   | Raymundo López                 | Waldemar de Moraes | [ 3 ]  |
| 3  | A Leoa                  | 16 de agosto de 1982   | 26 de outubro de 1982   | 68   | 19h00   | Crayton Sarzy Raymundo López   | Waldemar de Moraes | [ 4 ]  |
| 4  | Conflito                | 29 de outubro de 1982  | 10 de janeiro de 1983   | 65   | 19h00   | Suzana Colonna                 | Waldemar de Moraes | [ 5 ]  |
| 5  | Sombras do Passado      | 12 de janeiro de 1983  | 23 de março de 1983     | 71   | 19h00   | Tito di Miglio                 | Waldemar de Moraes | [ 6 ]  |
| 6  | Acorrentada             | 21 de março de 1983    | 22 de maio de 1983      | 63   | 20h45   | Henrique Lobo                  | Crayton Sarzy      | [ 7 ]  |
| 7  | A Ponte do Amor         | 25 de março de 1983    | 21 de maio de 1983      | 58   | 19h00   | Aziz Bajur                     | Waldemar de Moraes | [ 8 ]  |
| 8  | A Justiça de Deus       | 19 de maio de 1983     | 30 de julho de 1983     | 65   | 20h45   | Crayton Sarzy Amilton Monteiro | Waldemar de Moraes | [ 9 ]  |
| 9  | Pecado de Amor          | 25 de maio de 1983     | 23 de julho de 1983     | 52   | 19h00   | Henrique Lobo                  | Antonino Seabra    | [ 10 ] |
| 10 | Razão de Viver          | 25 de julho de 1983    | 20 de setembro de 1983  | 50   | 19h00   | Waldir Wey                     | Waldemar de Moraes | [ 11 ] |
| 11 | O Anjo Maldito          | 1 de agosto de 1983    | 12 de novembro de 1983  | 90   | 19h00   | Mauro Gianfrancesco            | Waldemar de Moraes | [ 12 ] |
| 12 | Vida Roubada            | 14 de novembro de 1983 | 7 de junho de 1984      | 178  | 19h00   | Raymundo López                 | Waldemar de Moraes | [ 13 ] |
| 13 | Meus Filhos, Minha Vida | 8 de junho de 1984     | 9 de março de 1985      | 237  | 19h45   | Ismael Fernandes               | Antonino Seabra    | [ 14 ] |
| 14 | Jerônimo                | 5 de novembro de 1984  | 2 de março de 1985      | 102  | 18h00   | Moysés Weltman                 | Antonino Seabra    | [ 15 ] |
| 15 | Jogo do Amor            | 11 de março de 1985    | 3 de agosto de 1985     | 126  | 19h45   | Aziz Bajur                     | Antonino Seabra    | [ 16 ] |
| 16 | Uma Esperança no Ar     | 5 de agosto de 1985    | 15 de fevereiro de 1986 | 168  | 19h45   | Ismael Fernandes               | Jardel Mello       | [ 17 ] |
| 17 | Cortina de Vidro        | 23 de outubro de 1989  | 5 de maio de 1990       | 168  | 19h45   | Walcyr Carrasco                | Guga de Oliveira   | [ 18 ] |

### Década de 1990
| #  | Título                      | Início                | Término                | Cap. | Horário | Autoria                            | Direção                                                         | Ref.   |
| -- | --------------------------- | --------------------- | ---------------------- | ---- | ------- | ---------------------------------- | --------------------------------------------------------------- | ------ |
| 18 | Brasileiras e Brasileiros   | 5 de novembro de 1990 | 14 de maio de 1991     | 151  | 18h00   | Carlos Alberto Soffredini          | Walter Avancini                                                 | [ 19 ] |
| 19 | Éramos Seis                 | 9 de maio de 1994     | 5 de dezembro de 1994  | 180  | 19h45   | Sílvio de Abreu Rubens Ewald Filho | Nilton Travesso                                                 | [ 20 ] |
| 20 | As Pupilas do Senhor Reitor | 6 de dezembro de 1994 | 8 de julho de 1995     | 186  | 19h45   | Lauro César Muniz                  | Nilton Travesso                                                 | [ 21 ] |
| 21 | Sangue do Meu Sangue        | 11 de julho de 1995   | 4 de maio de 1996      | 257  | 19h45   | Vicente Sesso                      | Nilton Travesso                                                 | [ 22 ] |
| 22 | Colégio Brasil              | 6 de maio de 1996     | 20 de setembro de 1996 | 117  | 18h30   | Yoya Wursch                        | Roberto Talma                                                   | [ 23 ] |
| 23 | Antônio Alves, Taxista      | 6 de maio de 1996     | 10 de agosto de 1996   | 82   | 20h00   | Ronaldo Ciambroni                  | Marcelo Travesso                                                | [ 24 ] |
| 24 | Razão de Viver              | 6 de maio de 1996     | 6 de dezembro de 1996  | 167  | 21h00   | Analy A. Pinto Zeno Wilde          | Nilton Travesso                                                 | [ 25 ] |
| 25 | Dona Anja                   | 9 de dezembro de 1996 | 26 de abril de 1997    | 120  | 21h00   | Cristianne Fridman Yoya Wursch     | Roberto Talma                                                   | [ 26 ] |
| 26 | Os Ossos do Barão           | 28 de abril de 1997   | 8 de setembro de 1997  | 115  | 21h00   | Walter George Durst                | Nilton Travesso                                                 | [ 27 ] |
| 27 | Chiquititas ‡               | 28 de julho de 1997   | 17 de janeiro de 2001  | 786  | 19h45   | Cris Morena Patricia Maldonado     | Hernan Abrahamsohn Eugenio Gorkin Gustavo Luppi Claudio Ferrari | [ 28 ] |
| 28 | Fascinação ‡                | 25 de maio de 1998    | 6 de novembro de 1998  | 142  | 20h30   | Walcyr Carrasco                    | Henrique Martins Antonino Seabra Jacques Lagôa                  | [ 29 ] |
| 29 | Pérola Negra                | 9 de novembro de 1998 | 18 de junho de 1999    | 197  | 20h30   | Henrique Zambelli                  | Nilton Travesso                                                 | [ 30 ] |

### Década de 2000
| #  | Título                     | Início                 | Término                | Cap. | Horário | Autoria                                   | Direção          | Ref.                 |
| -- | -------------------------- | ---------------------- | ---------------------- | ---- | ------- | ----------------------------------------- | ---------------- | -------------------- |
| 30 | O Direito de Nascer        | 21 de maio de 2001     | 2 de outubro de 2001   | 116  | 18h45   | Aziz Bajur                                | Roberto Talma    | [ 31 ]               |
| 31 | Pícara Sonhadora ‡         | 27 de agosto de 2001   | 18 de dezembro de 2001 | 97   | 20h30   | Henrique Zambelli                         | Henrique Martins | [ 32 ] [ 33 ] [ 34 ] |
| 32 | Amor e Ódio ‡              | 10 de dezembro de 2001 | 16 de abril de 2002    | 110  | 20h30   | Henrique Zambelli                         | Henrique Martins | [ 35 ]               |
| 33 | Marisol ‡                  | 9 de abril de 2002     | 5 de novembro de 2002  | 181  | 20h30   | Henrique Zambelli                         | Henrique Martins | [ 36 ]               |
| 34 | Pequena Travessa ‡         | 4 de novembro de 2002  | 15 de abril de 2003    | 131  | 20h30   | Rogério Garcia                            | Henrique Martins | [ 37 ]               |
| 35 | Jamais Te Esquecerei       | 14 de abril de 2003    | 26 de setembro de 2003 | 120  | 20h30   | Henrique Zambelli                         | Henrique Martins | [ 38 ]               |
| 36 | Canavial de Paixões ‡      | 13 de outubro de 2003  | 22 de março de 2004    | 116  | 20h30   | Henrique Zambelli                         | Henrique Martins | [ 39 ]               |
| 37 | Seus Olhos ‡               | 18 de maio de 2004     | 4 de dezembro de 2004  | 171  | 20h30   | Ecila Pedroso Marcos Lazarini Mário Viana | Henrique Martins | [ 40 ]               |
| 38 | Esmeralda ‡                | 6 de dezembro de 2004  | 19 de julho de 2005    | 194  | 20h30   | Henrique Zambelli                         | Henrique Martins | [ 41 ]               |
| 39 | Os Ricos Também Choram ‡   | 18 de julho de 2005    | 14 de janeiro de 2006  | 153  | 20h30   | Aimar Labaki Gustavo Reiz                 | David Grimberg   | [ 42 ]               |
| 40 | Cristal ‡                  | 5 de junho de 2006     | 27 de outubro de 2006  | 125  | 19h30   | Anamaria Nunes                            | Herval Rossano   | [ 43 ]               |
| 41 | Maria Esperança ‡          | 26 de março de 2007    | 7 de agosto de 2007    | 97   | 19h30   | Yves Dumont                               | Henrique Martins | [ 44 ]               |
| 42 | Amigas & Rivais ‡          | 6 de agosto de 2007    | 18 de janeiro de 2008  | 140  | 19h30   | Letícia Dornelles                         | Henrique Martins | [ 45 ]               |
| 43 | Revelação ‡                | 8 de dezembro de 2008  | 15 de junho de 2009    | 163  | 22h20   | Íris Abravanel                            | Henrique Martins | [ 46 ]               |
| 44 | Vende-se um Véu de Noiva ‡ | 16 de junho de 2009    | 9 de janeiro de 2010   | 177  | 22h00   | Íris Abravanel                            | Del Rangel       | [ 47 ]               |

### Década de 2010
| #                                                                 | Título                    | Início                 | Término                | Cap. | Horário | Autoria        | Direção             | Ref.                 |
| ----------------------------------------------------------------- | ------------------------- | ---------------------- | ---------------------- | ---- | ------- | -------------- | ------------------- | -------------------- |
| 45                                                                | Uma Rosa com Amor ‡       | 1 de março de 2010     | 16 de agosto de 2010   | 145  | 20h15   | Tiago Santiago | Del Rangel          | [ 48 ]               |
| 46                                                                | Amor e Revolução ‡        | 5 de abril de 2011     | 13 de janeiro de 2012  | 204  | 22h15   | Tiago Santiago | Reynaldo Boury      | [ 49 ]               |
| 47                                                                | Corações Feridos ‡        | 16 de janeiro de 2012  | 23 de maio de 2012     | 93   | 20h30   | Íris Abravanel | Del Rangel          | [ 50 ] [ 52 ] [ 53 ] |
| 48                                                                | Carrossel ‡               | 21 de maio de 2012     | 26 de julho de 2013    | 310  | 20h30   | Íris Abravanel | Reynaldo Boury      | [ 54 ]               |
| 49                                                                | Chiquititas ‡             | 15 de julho de 2013    | 14 de agosto de 2015   | 545  | 20h30   | Íris Abravanel | Reynaldo Boury      | [ 55 ]               |
| 50                                                                | Cúmplices de um Resgate ‡ | 3 de agosto de 2015    | 13 de dezembro de 2016 | 357  | 20h30   | Íris Abravanel | Reynaldo Boury      | [ 56 ]               |
| 51                                                                | Carinha de Anjo ‡         | 21 de novembro de 2016 | 6 de junho de 2018     | 403  | 20h30   | Leonor Corrêa  | Ricardo Mantoanelli |                      |
| 52                                                                | As Aventuras de Poliana ‡ | 16 de maio de 2018     | 13 de julho de 2020    | 564  | 20h30   | Íris Abravanel | Reynaldo Boury      |                      |
| Interrupção da faixa (14 de julho de 2020 – 18 de março de 2022). |                           |                        |                        |      |         |                |                     |                      |

### Década de 2020
| #  | Título                        | Início              | Término                | Cap. | Horário | Autoria        | Direção             | Ref.   |
| -- | ----------------------------- | ------------------- | ---------------------- | ---- | ------- | -------------- | ------------------- | ------ |
| 53 | Poliana Moça ‡                | 21 de março de 2022 | 24 de maio de 2023     | 307  | 20h30   | Íris Abravanel | Ricardo Mantoanelli |        |
| 54 | A Infância de Romeu e Julieta | 8 de maio de 2023   | 19 de agosto de 2024   | 335  | 20h45   | Íris Abravanel | Ricardo Mantoanelli |        |
| 55 | A Caverna Encantada ‡         | 29 de julho de 2024 | 05 de setembro de 2025 | 287  | 17h00   | Íris Abravanel | Ricardo Mantoanelli | [ 57 ] |

## Telenovelas da TVS
| # | Título        | Início             | Término            | Cap. | Horário | Autoria          | Direção | Ref. |
| - | ------------- | ------------------ | ------------------ | ---- | ------- | ---------------- | ------- | ---- |
| 1 | Solar Paraíso | 22 de maio de 1978 | 7 de julho de 1978 | 60   | 12h30   | Roberto Monteiro | [ 1 ]   |      |